# 型式認証
型式認証（英: Type Approval もしくは Certificate of Conformity）とは、最低限度の法規・技術要件・安全性を満たした製品に与えられる認証である。一般的に、型式認証は特定の国で製品の販売許可を得る際に要求されるものであるため、求められる要件は国ごとに異なる。英語圏外の欧州の国々では、「型式認証 (Type Approval)」として知られるこの手続きおよび認証に対してホモロゲーション（あるいはその同根語）が名称として用いられる。
型式認証の定める基準を満たしていることは、第三者機関によって示され、製品の裏にそのことが記されている場合もある（例えばABS, TUV. UL, CSAなど）。あるいは、製造業者が型式認証を取得しながらも単に記録として留められるだけの場合もある。しばしば電子デバイスなどの製品の裏に見られるCEマークは、必ずしもその製品が欧州連合の型式認証を得ていることを意味しているわけではない。CEマークはその製品のシステム・組み立て (system/assembly) に適用される最低限度のあらゆる安全性に関する法規制および業者自身による規制が満たされていることを、その製造業者が宣言するものである。すなわち、必ずしも第三者機関がそのシステム・組み立ての試験・設計に関わっているわけではない。"New Approach safety directives"の多くは第三者機関の関与の権限を認めておらず (e.g. LVD, EMD)、認めているものについても (e.g. PED, MDD, ATEX)、Notified Body (NoBo) の関与を、ある程度のリスクカテゴリーに関して認めるに留めている。リスクカテゴリーにおいて第三者機関の関与の権限が認められた場合、システム・組み立てに関するCEマークにNoBo numberが追加される。それぞれDirectiveのConformity Assessment optionsで詳細に説明されているように、NoBo numberの使用権はNoBoによって設計レビュー・試験およびオーディティング (auditing) の後に与えられる（参照・外部リンク）。一方、中国においては型式認証はCCC制度によって示される。
型式認証という言葉はある特定の産業に特定して使用されるわけではない。型式認証要件は舶用機器 (marine equipment)、携帯電話、自動車産業、医療用機器に至るまで幅広く存在している。型式認証は単にある製品がその「型式」の求める要件を満たしていることを示しており、 その「型式」は何にでもなりうる。